# Каталог яскравих зір
Каталог яскравих зір (англ. Bright Star Catalogue), також знаний як Єльський каталог яскравих зір (Yale Catalogue of Bright Stars або Yale Bright Star Catalogue) — каталог зоряного неба, що містить усі зорі, яскравіші 6,5 m зоряної величини (тобто, ті, які можна побачити неозброєним оком). Попри те, що абревіатура каталогу — BS або YBS, зорі в каталозі мають ідентифікатор, що починається з HR, оскільки каталог створювали на основі Гарвардського переглянутого фотометричного каталогу (Harvard Revised Photometry Catalogue) 1908 року, який створила Гарвардська університетська обсерваторія. Каталог містить 9110 об'єктів: 9096 зір та 14 нових і позагалактичних об'єктів.
Перелік об'єктів каталогу фіксовано, тобто він більше не поповнюється, однак, можливе додавання коментарів про об'єкти. Остання версія від 1991 року є п'ятою.